# Loroum
Loroum är en provins i Burkina Faso.   Den ligger i regionen Nord, i den centrala delen av landet, 190 km norr om huvudstaden Ouagadougou. Antalet invånare är 125 645.
Följande samhällen finns i Loroum:
- Titao